# Snagit
Snagit (voorheen SnagIt) is software voor het maken van schermafbeeldingen en schermopnames van het beeldscherm. Het is ontworpen en ontwikkeld door TechSmith en is beschikbaar voor Windows en macOS. De eerste versie werd uitgebracht in 1990. Anno 2022 is Snagit beschikbaar in het Engels, Frans, Duits, Japans, Portugees en Spaans.
Snagit vervangt de native Print Screen-functie en verrijkt deze met extra functies.

## Functionaliteiten
De functionaliteiten bestaan uit drie fasen van een softwareworkflow. Dit zijn vastleggen, bewerken en delen.
De eerste stap is het vastleggen van een afbeelding (of video) met Snagit Capture. Hiervoor zijn verschillende methoden voor het vastleggen van afbeeldingen beschikbaar, waaronder selectie op volledig scherm, selectie van specifieke regio's, menuselectie, tekstherkenning (OCR met Grab-tekst) en panoramische selectie. De software kan ook video-opnames maken (uit een bepaalde regio of in volledige schermmodus).
De tweede stap is om de schermafbeelding in Snagit Editor te bewerken, waar het formaat kan worden gewijzigd, van aantekeningen kan worden voorzien of andere effecten (bijvoorbeeld schermranden). Een andere functie is het maken van een video van losse afbeeldingen met commentaarstem.
De derde stap is het delen van de geproduceerde afbeelding (of video) als een lokaal bestand (PNG, JPEG, HEIF, WebP, MP4) of met een andere toepassing (Microsoft Outlook, Apple Mail, Camtasia), of te uploaden naar een server (YouTube, Google Drive, FTP).
Hoewel de meeste functionaliteiten identiek zijn tussen de twee versies van de software (Windows en Mac), zijn sommige effecten specifiek voor de ene of de andere versie. Zo is het watermerkeffect bijvoorbeeld alleen beschikbaar op Windows en het reflectie-effect is alleen beschikbaar op Mac.

## Snagit Capture
Snagit Capture (Capture Window & Widget) is het beeld- en video-opnameprogramma van Snagit. Er zijn snelkoppelingen beschikbaar om het opnameproces te versnellen.

## Snagit
Snagit bevat Snagit Editor, het beeld- en videobewerkingsprogramma van Snagit. De editor kan worden gebruikt om wijzigingen aan te brengen in schermafbeeldingen door pijlen, annotaties en bijschriften toe te voegen. Andere functies van de software maken het maken van tutorials mogelijk (door het gebruik van de Step-tool en/of het gebruik van de Simplify-tool, waarmee vereenvoudigde gebruikersinterfaces kunnen worden gemaakt) en bieden garanties voor vertrouwelijkheid (vervaging, bijsnijden van afbeeldingen). De videobewerkingsmogelijkheden zijn beperkt (verwijderen van ongewenste delen van een video).
Snagit bevat ook een bibliotheek (voor het opslaan van bewerkte afbeeldingen en video's) en Share Destinations (voor het publiceren van afbeeldingen en video's).
Snagit Capture File .snagx is een cross-platform compatibel bestandsformaat dat wordt gebruikt om beeldopnamen op te slaan (zowel op Windows als Mac). Snagit 2021 (en vroegere versies) sloeg beeldopnamen op in .snag (Windows) en .snagproj (Mac) formaten (deze twee bestandsformaten waren niet compatibel).
Video-opnamen worden opgeslagen in .mp4-formaat in de Snagit-bibliotheek.

## TechSmith Fuse (Android en iOS)
Snagit kan via Wi-Fi verbinding maken met de TechSmith Fuse-app. Afbeeldingen, video's en schermopnamen die op mobiele apparaten zijn opgeslagen, kunnen rechtstreeks naar de Snagit-bibliotheek worden verzonden.